# Adioda
× Adioda (abreviado Ado) es un híbrido intergenérico entre los géneros de orquídeas Ada x Cochlioda. Fue publicado en Orchid Rev. 19: 258 (1911).